# Libres (kommun)
Libres är en kommun i Mexiko.   Den ligger i delstaten Puebla, i den sydöstra delen av landet, 150 km öster om huvudstaden Mexico City.
Följande samhällen finns i Libres:
- Libres
- Progreso
- Guerrero
- Álvaro Obregón
- Ayehualaco
- Cuauhtzolco
- Bella Vista
- La Noria González Covarrubias
- San Martín
- Rancho Viejo
- Villa Montana
- San Jerónimo Palmaritos
- Loma Bonita